# OpenEVSE
OpenEVSE es un estándar abierto de cargador de vehículo eléctrico basado en Arduino, creado por Christopher Howell. El cargador está compuesto por software y hardware abiertos que pueden hacerse por uno mismo (DIY).